# Gonolobus uniflorus
Gonolobus uniflorus là một loài thực vật có hoa trong họ La bố ma. Loài này được Kunth mô tả khoa học đầu tiên năm 1819.